# VPS52
El homólogo de la proteína 52 asociada a la clasificación de proteínas vacuolares es una proteína que en humanos está codificada por el gen VPS52 .
Este gen codifica una proteína que es similar al gen supresor de levaduras de las mutaciones de actina 2. La proteína de levadura forma una subunidad del complejo proteico retrógrado tetramérico asociado a Golgi que está involucrado en el tráfico de vesículas desde endosomas tempranos y tardíos, de regreso a la red trans-Golgi. Este gen se encuentra en el cromosoma 6 en una orientación de cabeza a cabeza con el gen que codifica la proteína ribosómica S18..